# 印山公园
印山公园是四川省武胜县沿口镇的一座公园，它位于嘉陵江西岸，与县城隔江相望，占地350亩，亦是武胜唯一的一处公园，修建于1997年，园名源自旧县治中心镇的武胜第一座公园--印山公园。民国15年(1926年)，武胜县知事徐舒在中心镇倡修了印山公园，公园得名于嘉陵江东岸的天印山。但在中华人民共和国后公园地被武胜丝厂占用而无存，今只剩下部分残垣。